# Musée d'art contemporain de Zagreb
Le Musée d'art contemporain (en croate : Muzej suvremene umjetnosti, souvent abrégé en MSU) est un musée d'art contemporain situé sur l'avenue Dubrovnik à Zagreb en Croatie.
C'est le musée le plus grand et le plus moderne du pays.

## Histoire
Le musée tire ses origines de la City Gallery of Contemporary Art, fondée en 1954. La galerie était située au palais Kulmer, dans le quartier de la Haute-Ville, et abritait également le Center for Photography, Film and Television et une bibliothèque du musée.

## Architecture
En 1998, il a été décidé de déménager le musée dans un tout nouveau bâtiment à l'angle des avenues Dubrovnik et Većeslav Holjevac dans le district de Novi Zagreb-istok. Un concours pour la conception du bâtiment a été organisé et le projet de l'architecte Igor Franić (en) a été choisi parmi les 85 projets soumis. La pierre angulaire du nouveau bâtiment a été posée en novembre 2003 et le nouveau musée a finalement ouvert ses portes le 11 décembre 2009, après six années de construction qui ont été marquées par plusieurs retards. Prévu à l'origine pour un coût d'environ 200 millions kunas, le coût s'est finalement élevé à 450 millions kunas (environ 84 millions US$), investis à parts égales par le ministère de la Culture et la ville de Zagreb.
Le bâtiment a une superficie totale de 14 600 m2, dont 3 500 sont réservés à l'exposition permanente et environ 1,500 m2 sont destinés à des expositions occasionnelles. Le bâtiment abrite également une bibliothèque, une salle multimédia, une librairie, un café et un restaurant.

## Collections
Le musée abrite au total 12 000 objets (dont environ 600 sont exposés en permanence) et de nombreuses œuvres d'artistes croates contemporains, dont Julije Knifer, Tošo Dabac, Ivan Kožarić (en), Vjenceslav Richter (en), Benko Horvat, Ivan Picelj, Miroslav Šutej (en), Tomislav Gotovac (de), Dalibor Martinis et Sanja Iveković ainsi que des artistes contemporains internationaux tels que Getulio Alviani, Alberto Biasi, Max Bill, Piero Dorazio, Julio Le Parc, Richard Mortensen, Otto Piene, Jesús Rafael Soto, Victor Vasarely, Marina Abramović, Dorothy Cross (en), Katarzyna Kozyra, etc.
La sculpture métallique Test Site (en) de Carsten Höller a été installée dans le hall d'entrée du musée à temps pour l'ouverture officielle, tout comme les installations de Braco Dimitrijević (en) et Mirosław Bałka devant l'entrée sud du bâtiment.
En 2008 le musée publie Volumen, un catalogue recensant les œuvres du musée ainsi que la chronologie des expositions de 1955 à 2006. Il présente les œuvres de 900 artistes, dont 40 % d'origines croates. Il contient le collage du peintre et architecte Jossip Seissel (en) (1904-1987, alias Jo Klek) intitulé Pafama de  1922, qui est considéré comme la première manifestation d'art abstrait des arts modernes en Croatie. Volumen est édité par Snježana Pintarić, directrice du musée en 2008 et réalisé par les artistes de design Jurij Armanda et Karl Geisler.

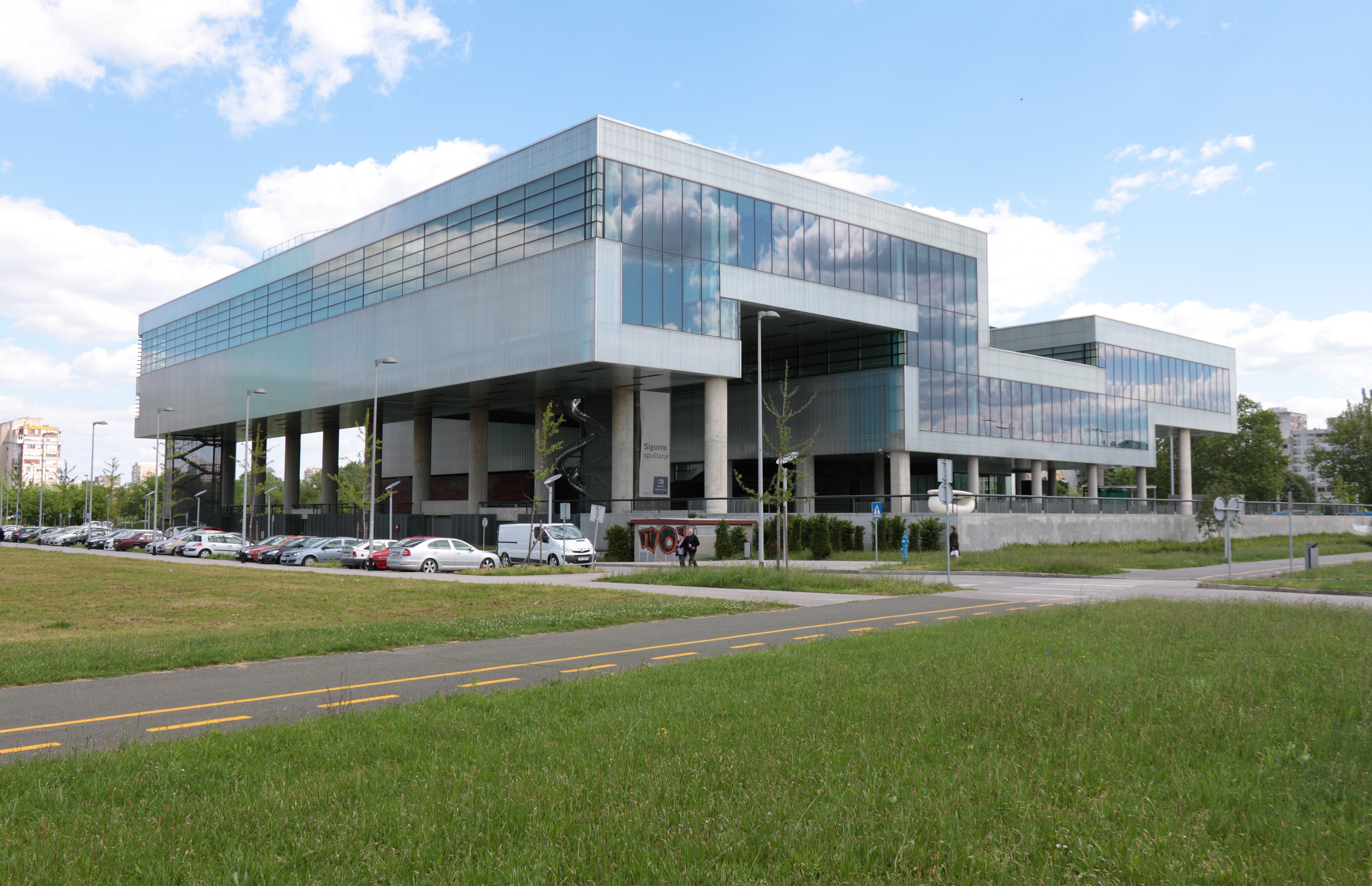
Extérieur
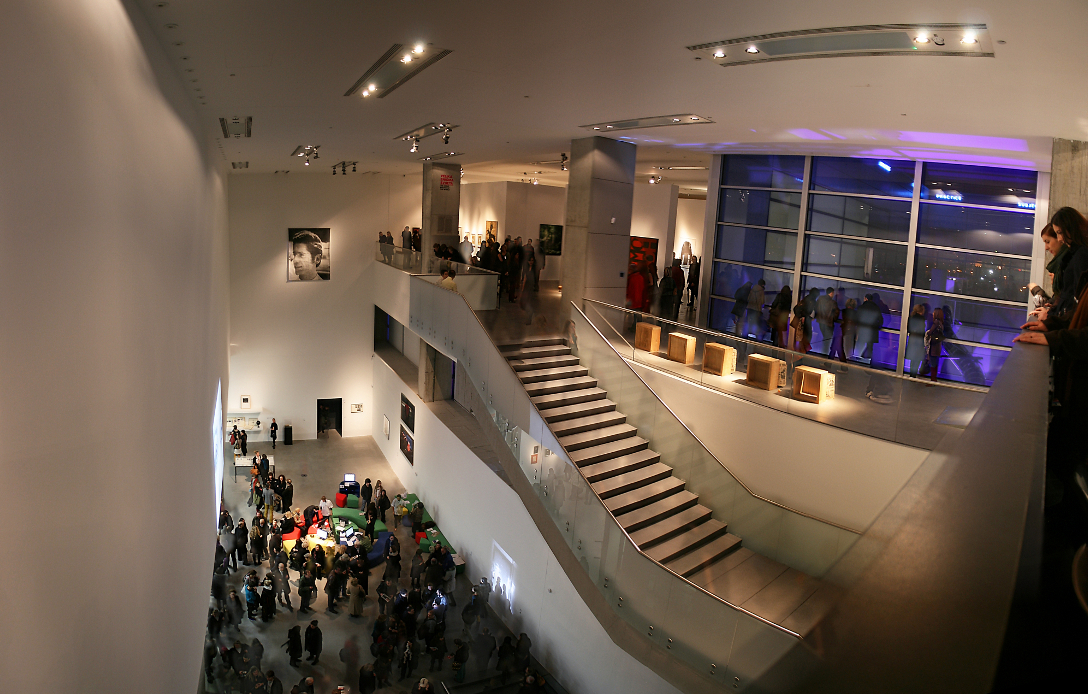
Intérieur
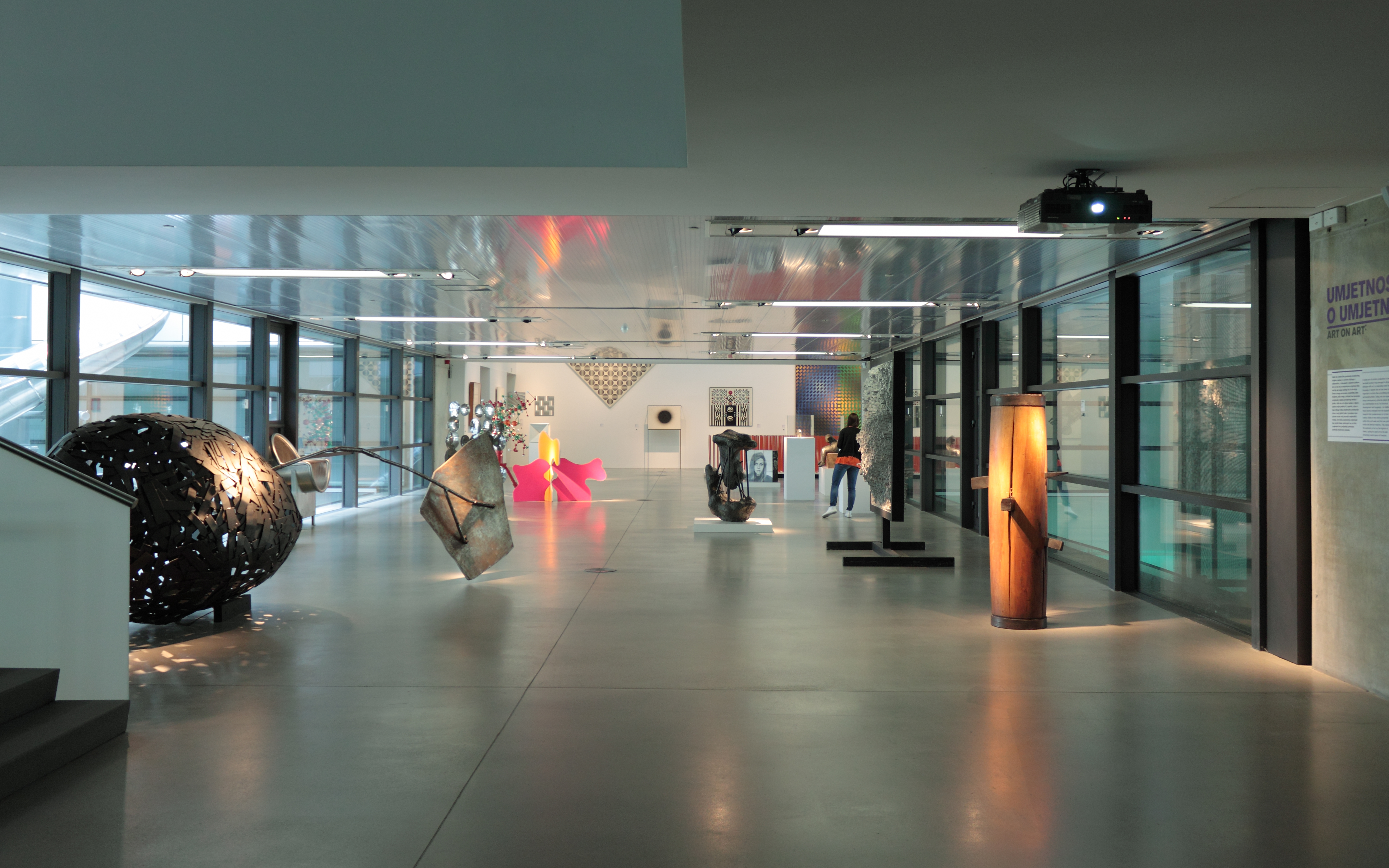
Collection de sculptures
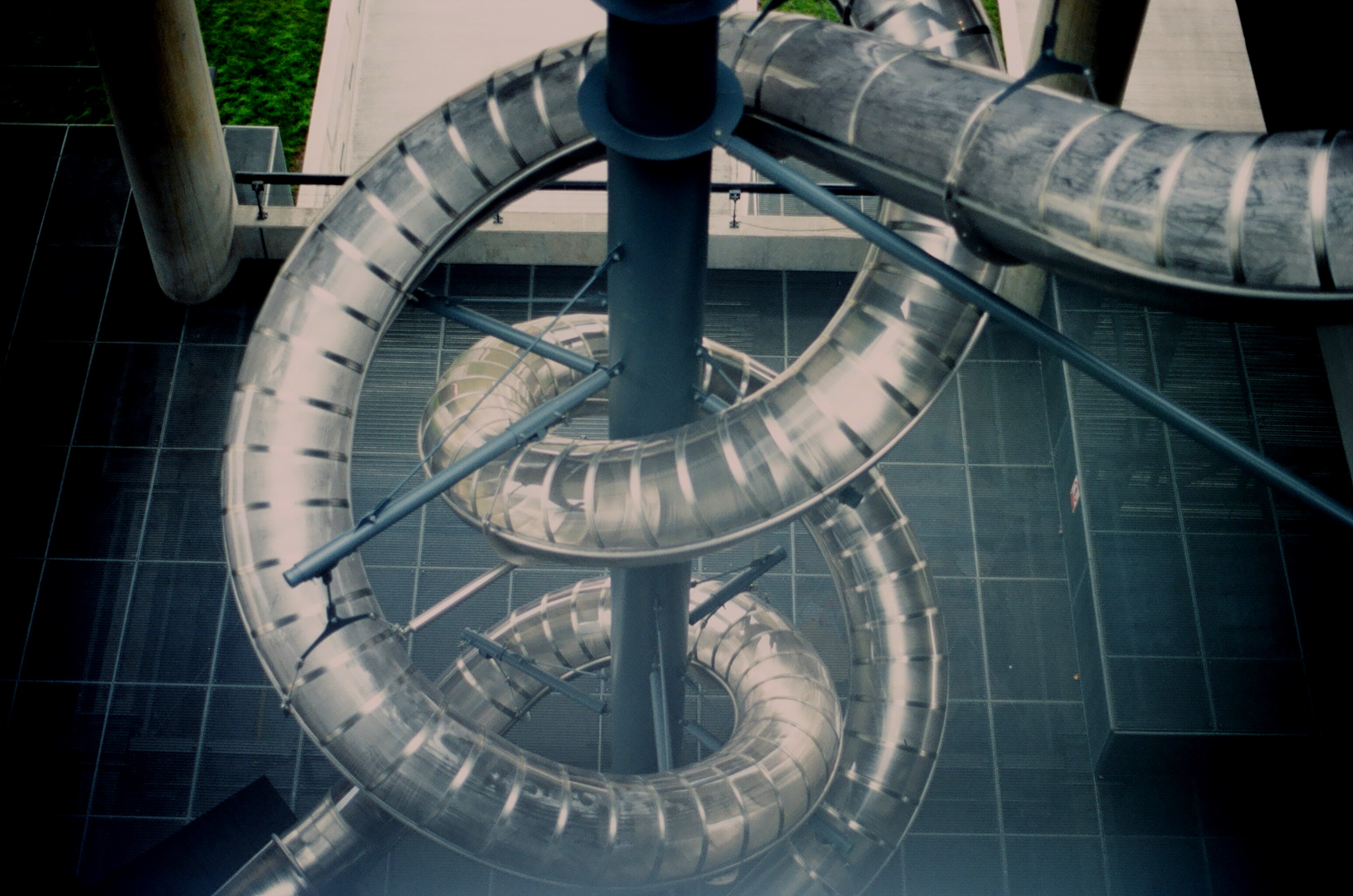
Carsten Höller, Double Slide, réalisé pour le MSU

## Expositions
La première exposition homologuée du musée en 1955 est intitulée  Izložbe fundusa gradske Galerije suvremene umjetnosti 1955., 1956. i 1957 et expose les œuvres de Zoran Music, Lojze Spacal, Mica Popovic et Ferdinand Kulmer.
En 2014, le musée a accueilli une exposition des œuvres de Peter Kogler.
Le musée expose Kiki Smith en parallèle avec d'autres femmes artistes croates dans une exposition intitulée Croatian female artists salute Kiki Smith de novembre au 28 janvier 2022. L'exposition est menée en collaboration avec le Musée des beaux arts de Split (en) à Split. Parmi les 14 artistes croates exposées on trouve : Nevenka Arbanas, Biserka Baretić, Jagoda Buić, Vlasta Delimar, Ina Drutter, Marta Ehrlich, Ksenija Kantoci, Nives Kavurić-Kurtović, Milena Lah, Sofija Naletilić Penavuša, Vesna Popržan, Slava Raškaj, Nasta Rojc (hr), et Edita Schubert . L'exposition a été conçue par le critique d'art et curateur Branko Franceschi, directeur du musée d'art contemporain de Zagreb.
La première exposition individuelle des œuvres d'Oliver Ressler (en) intitulée Barricading the Ice Sheets est exposée du 30 novembre 2021 au 30 janvier 2022. Elle est centrée sur la crise climatique et présente 59 œuvres produites de 1994 à 2021, principalement des vidéos et des photographies. Les œuvres rendent la barrière entre documentaire et œuvres artistiques poreuse, tout en essayant de capturer l'activisme des mouvements sociaux engagés pour la défense du climat. L'exposition est menée sous la direction de la curatrice Leila Topić.
Les expositions contiennent moins de 27 % de femmes artistes au total. L'artiste le plus exposé au MSU est Dalibor Martinis,.